# West Bend, Wisconsin
West Bend este sediul comitatului Washington, statul Wisconsin, SUA.
1. ↑   https://www.ci.west-bend.wi.us/government/mayor/index.php, accesat în 4 septembrie 2024 Lipsește sau este vid: |title= (ajutor)
2. ↑  2010 U.S. Gazetteer Files, accesat în 9 iulie 2020